# MTV Video Music Award para Melhor Edição
O MTV Video Music Award para Melhor Edição (em inglês, MTV Video Music Award for Best Editing) é um prêmio dado ao artista, ao gerente do artista e ao editor do videoclipe no MTV Video Music Awards anualmente, apresentado pela primeira vez na cerimônia de 1984. De 1984 a 2007, o nome do prêmio era Melhor Edição em um Vídeo, antes de adquirir seu nome atual em 2008.
Os maiores vencedores são Jarrett Fijal e Ken Mowe com três vitórias cada. Jim Haygood, Eric Zumbrunnen e Robert Duffy vem logo atrás com duas vitórias cada. O editor mais indicado é Jarrett Fijal com oito, seguido por Robert Duffy com sete. Jim Haygood recebeu seis indicações. A artista cujos vídeos ganharam mais prêmios é Beyoncé. Da mesma forma, os vídeos de Beyoncé receberam o maior número de indicações com cinco. Beyoncé e Billie Eilish são as únicas artistas que ganharam um prêmio nesta categoria por seu trabalho de co-edição. Beyoncé ganhou por co-editar "7/11" enquanto Eilish ganhou por editar "Bad Guy". No entanto, três outros artistas foram indicados por seu trabalho de co-edição de vídeos: George Michael ("Freedom! '90"), Jared Leto ("Hurricane") e Ryan Lewis ("Can't Hold Us").

## Vencedores e indicados
| Ano  | Vencedor(a)(s)                     | Trabalho                           | Intérprete(s)                           | Indicados | Ref.   |
| ---- | ---------------------------------- | ---------------------------------- | --------------------------------------- | --- | ------ |
| 1984 | Roo Aiken e Godley & Creme         | "Rockit"                           | Herbie Hancock                          | - "Every Breath You Take" – Roo Aiken e Godley & Creme (interpretada por The Police) - "Eyes Without a Face" – Kris Trexler (interpretada por Billy Idol) - "I'm Still Standing" – Warren Lynch (interpretada por Elton John) - "Legs" – Sim Sadler e Bob Sarles (interpretada por ZZ Top) - "The Reflex" – Steven Priest (interpretada por Duran Duran) - "Sharp Dressed Man" – Sim Sadler (interpretada por ZZ Top)                                               | [ 1 ]  |
| 1985 | Zbigniew Rybczyński                | "Close (to the Edit)"              | Art of Noise                            | - "Go Insane" – David Yardley (interpretada por Lindsey Buckingham) - "Run to You" – John Mister (interpretada por Bryan Adams) - "Slow Dancing" – David Yardley (interpretada por Lindsey Buckingham) - "Would I Lie to You?" – Glenn Morgan (interpretada por Eurythmics) | [ 2 ]  |
| 1986 | David Yardley                      | "The Sun Always Shines on T.V."    | A-ha                                    | - "Burning House of Love" – Dan Blevins (interpretada por X) - "Money for Nothing" – David Yardley (interpretada por Dire Straits) - "Rough Boy" – Richard Uber (interpretada por ZZ Top) - "Sex as a Weapon" – Richard Uber (interpretada por Pat Benatar) | [ 3 ]  |
| 1987 | Colin Green                        | "Sledgehammer"                     | Peter Gabriel                           | - "C'est La Vie" – Rick Elgood (interpretada por Robbie Nevil) - "Missionary Man" – John Carroll (interpretada por Eurythmics) - "Higher Love" – Peter Kagan, Laura Israel e Glen Lazzarro (interpretada por Steve Winwood) - "Wanted Dead or Alive" – Lisa Hendricks (interpretada por Bon Jovi) - "With or Without You" – Meiert Avis (interpretada por U2) | [ 4 ]  |
| 1988 | Richard Lowenstein                 | "Need You Tonight/Mediate"         | INXS                                    | - "Devil Inside" – Steve Purcell (interpretada por INXS) - "Notorious" – Jim Haygood (interpretada por Loverboy) - "Tunnel of Love" – Greg Dougherty (interpretada por Bruce Springsteen) - "U Got the Look" – Charley Randazzo e Steve Purcell (interpretada por Prince) | [ 5 ]  |
| 1989 | Jim Haygood                        | "Straight Up"                      | Paula Abdul                             | - "Express Yourself" – Scott Chestnut (interpretada por Madonna) - "Leave Me Alone" – Paul Diener (interpretada por Michael Jackson) - "Real Love" – Scott Chestnut (interpretada por Jody Watley) - "Roll with It" – Scott Chestnut (interpretada por Steve Winwood) | [ 6 ]  |
| 1990 | Jim Haygood                        | "Vogue"                            | Madonna                                 | - "The End of the Innocence" – Jim Haygood (interpretada por Don Henley) - "Janie's Got a Gun" – Jim Haygood (interpretada por Aerosmith) - "U Can't Touch This" – Jonathan Siegel (interpretada por MC Hammer) | [ 7 ]  |
| 1991 | Robert Duffy                       | "Losing My Religion"               | R.E.M.                                  | - "Crazy" – Big TV! (interpretada por Seal) - "Freedom! '90" – Jim Haygood e George Michael (interpretada por George Michael) - "Gonna Make You Sweat (Everybody Dance Now)" – Marcus Nispel (interpretada por C+C Music Factory) - "Groove Is in the Heart" – Hiroyuki Nakano (interpretada por Deee-Lite) - "Wicked Game (Concept)" – Bob Jenkis (interpretada por Chris Isaak)                                                                                   | [ 8 ]  |
| 1992 | Mitchell Sinoway                   | "Right Now"                        | Van Halen                               | - "Enter Sandman" – Jay Torres (interpretada por Metallica) - "Even Better Than the Real Thing" – Jerry Chater (interpretada por U2) - "Give It Away" – Veronique Labels e Olivier Gajan (interpretada por Red Hot Chili Peppers) - "My Lovin' (You're Never Gonna Get It)" – Robert Duffy (interpretada por En Vogue) | [ 9 ]  |
| 1993 | Douglas Jines                      | "Steam"                            | Peter Gabriel                           | - "Man on the Moon" – Robert Duffy (interpretada por R.E.M.) - "Shock to the System" – Jim Gable (interpretada por Billy Idol) - "Sleeping Satellite" – Jeff Panzer, Doug Kluthe e Evan Stone (interpretada por Tasmin Archer) | [ 10 ] |
| 1994 | Pat Sheffield                      | "Everybody Hurts"                  | R.E.M.                                  | - "Amazing" – Troy Okoniewski e Jay Torres (interpretada por Aerosmith) - "Backwater" – Katz (interpretada por Meat Puppets) - "Disarm" – Pat Sheffield (interpretada por The Smashing Pumpkins) - "Human Behaviour" – Michel Gondry (interpretada por Björk) - "Kiss That Frog" – Craig Wood (interpretada por Peter Gabriel) - "Sweet Lullaby" – Robert Duffy (interpretada por Deep Forest) - "Vasoline" – Kevin Kerslake (interpretada por Stone Temple Pilots) | [ 11 ] |
| 1995 | Eric Zumbrunnen                    | "Buddy Holly"                      | Weezer                                  | - "Basket Case" – Alan Chimenti (interpretada por Green Day) - "I Kissed a Girl" – Jerry Behrens (interpretada por Jill Sobule) - "Scream" – Robert Duffy (interpretada por Michael Jackson e Janet Jackson) - "Waterfalls" – Jonathan Silver (interpretada por TLC) | [ 12 ] |
| 1996 | Scott Gray                         | "Ironic"                           | Alanis Morissette                       | - "Tonight, Tonight" – Eric Zumbrunnen (interpretada por The Smashing Pumpkins) - "Warped" – Hal Honigsberg (interpretada por Red Hot Chili Peppers) - "Where It's At" – Eric Zumbrunnen (interpretada por Beck) | [ 13 ] |
| 1997 | Hank Corwin                        | "Devils Haircut"                   | Beck                                    | - "The End Is the Beginning Is the End" – Hal Honigsberg (interpretada por The Smashing Pumpkins) - "One Headlight" – Einar Thorsteinsson (interpretada por The Wallflowers) - "Virtual Insanity" – Jonathan Glazer e John McManus (interpretada por Jamiroquai) | [ 14 ] |
| 1998 | Jonas Åkerlund                     | "Ray of Light"                     | Madonna                                 | - "I Don't Want to Miss a Thing" – Chris Hafner (interpretada por Aerosmith) - "Push It" – Sylvain Connat (interpretada por Garbage) - "Smack My Bitch Up" – Jonas Åkerlund (interpretada por The Prodigy) | [ 15 ] |
| 1999 | Haines Hall e Michael Sachs        | "Freak on a Leash"                 | Korn                                    | - "Believe" – Scott Richter (interpretada por Cher) - "Changes" – Chris Hafner (interpretada por 2Pac) - "No Scrubs" – Harvey White (interpretada por TLC) | [ 16 ] |
| 2000 | Dylan Tichenor                     | "Save Me"                          | Aimee Mann                              | - "The Great Beyond" – Igor Kovalik (interpretada por R.E.M.) - "I Disappear" – Nathan Cox (interpretada por Metallica) - "I Do" – Chris Hafner (interpretada por Blaque) - "The Real Slim Shady" – Dan Lebental (interpretada por Eminem) | [ 17 ] |
| 2001 | Eric Zumbrunnen                    | "Weapon of Choice"                 | Fatboy Slim                             | - "Elevation (Tomb Raider Mix)" – Joseph Kahn (interpretada por U2) - "Get Ur Freak On" – Scott Richter (interpretada por Missy Elliott) - "Pop" – Chrome (interpretada por 'N Sync) | [ 18 ] |
| 2002 | Mikros & Duran                     | "Fell in Love with a Girl"         | The White Stripes                       | - "Chop Suey!" – Nicholas Erasmus (interpretada por System of a Down) - "Without Me" – Joseph Kahn (interpretada por Eminem) - "One Minute Man" – Jay Robinson (interpretada por Missy Elliott com part. de Ludacris e Trina) | [ 19 ] |
| 2003 | Olivier Gajan                      | "Seven Nation Army"                | The White Stripes                       | - "Freetime" – Vem e Tony (interpretada por Kenna) - "Hurt" – Robert Duffy (interpretada por Johnny Cash) - "There There" – Ben Foley (interpretada por Radiohead) - "Work It" – Chris Davis (interpretada por Missy Elliott) | [ 20 ] |
| 2004 | Robert Duffy                       | "99 Problems"                      | Jay-Z                                   | - "Are You Gonna Be My Girl" – Megan Bee (interpretada por Jet) - "The Hardest Button to Button" – Charlie Johnston, Geoff Hounsell e Andy Grieve (interpretada por The White Stripes) - "Maps" – Anthony Cerniello (interpretada por Yeah Yeah Yeahs) - "Perfect" – Declan Whitebloom (interpretada por Simple Plan) | [ 21 ] |
| 2005 | Tim Royes                          | "Boulevard of Broken Dreams"       | Green Day                               | - "Best of You" – Nathan Cox (interpretada por Foo Fighters) - "Get Right" – Dustin Robertson (interpretada por Jennifer Lopez) - "Speed of Sound" – Adam Pertofsky (interpretada por Coldplay) - "Untitled" – Richard Alarcon (interpretada por Simple Plan) - "What You Waiting For?" – Dustin Robertson (interpretada por Gwen Stefani) | [ 22 ] |
| 2006 | Ken Mowe                           | "Crazy"                            | Gnarls Barkley                          | - "The Adventure" – Clark Eddy (interpretada por Angels & Airwaves) - "Dani California" – Peter Goddard (interpretada por Red Hot Chili Peppers) - "Move Along" – J.D. Smyth (interpretada por The All-American Rejects) - "Original of the Species" – Olivier Wicki (interpretada por U2) | [ 23 ] |
| 2007 | Ken Mowe                           | "Smiley Faces"                     | Gnarls Barkley                          | - "Beautiful Liar" – Jarrett Fijal (interpretada por Beyoncé e Shakira) - "Stronger" – Peter Johnson e Corey Weisz (interpretada por Kanye West) - "What Goes Around... Comes Around" – Holle Singer (interpretada por Justin Timberlake) - "What I've Done" – Igor Kovalik (interpretada por Linkin Park) | [ 24 ] |
| 2008 | Aaron Stewart-Ahn e Jeff Buchanan  | "I Will Possess Your Heart"        | Death Cab for Cutie                     | - "Closer" – Clark Eddy (interpretada por Ne-Yo) - "Honey" – T. David Binns (interpretada por Erykah Badu) - "I Kissed a Girl" – Tom Lindsay (interpretada por Katy Perry) - "Pork and Beans" – Jeff Consiglio e Colin Woods (interpretada por Weezer) | [ 25 ] |
| 2009 | Jarrett Fijal                      | "Single Ladies (Put a Ring on It)" | Beyoncé                                 | - "7 Things" – Jarrett Fijal (interpretada por Miley Cyrus) - "Circus" – Jarrett Fijal (interpretada por Britney Spears) - "Paparazzi" – Danny Tull e Jonas Åkerlund (interpretada por Lady Gaga) - "Viva la Vida" – Hype Williams (interpretada por Coldplay) | [ 26 ] |
| 2010 | Jarrett Fijal                      | "Bad Romance"                      | Lady Gaga                               | - "Animal" – Frank Macias (interpretada por Miike Snow) - "Funhouse" – Chris Davis (interpretada por Pink) - "Not Afraid" – Ken Mowe (interpretada por Eminem) - "Rude Boy" – Clark Eddy (interpretada por Rihanna) | [ 27 ] |
| 2011 | Art Jones                          | "Rolling in the Deep"              | Adele                                   | - "All of the Lights" – Hadaya Turner (interpretada por Kanye West com part. de Rihanna e Kid Cudi) - "E.T." – Jarrett Fijal (interpretada por Katy Perry com part. de Kanye West) - "Hurricane" – Jared Leto, Frank Snider, Michael Bryson, Stefanie Visser e Daniel Carberry (interpretada por Thirty Seconds to Mars) - "Simple Math" – Daniels (interpretada por Manchester Orchestra)                                                                          | [ 28 ] |
| 2012 | Alexander Hammer e Jeremiah Shuff  | "Countdown"                        | Beyoncé                                 | - "Goldie" – Samantha Lecca (interpretada por ASAP Rocky) - "Mercy" – Eric Greenburg (interpretada por Kanye West com part. de Pusha T, Big Sean e 2 Chainz) - "Paris" – Alexander Hammer, Peter Johnson e Derek Lee (interpretada por Jay-Z e Kanye West) - "Somebody That I Used to Know" – Natasha Pincus (interpretada por Gotye com part. de Kimbra) | [ 29 ] |
| 2013 | Jarrett Fijal                      | "Mirrors"                          | Justin Timberlake                       | - "Can't Hold Us" – Ryan Lewis e Jason Koenig (interpretada por Macklemore e Ryan Lewis com part. de Ray Dalton) - "Just Give Me a Reason" – Jacquelyn London (interpretada por Pink com part. de Nate Ruess) - "Sweet Nothing" – Vincent Haycock e Ross Hallard (interpretada por Calvin Harris com part. de Florence Welch) - "We Can't Stop" – Paul Martinez e Nick Rondeau (interpretada por Miley Cyrus)                                                       | [ 30 ] |
| 2014 | Ken Mowe                           | "Rap God"                          | Eminem                                  | - "Pretty Hurts" – Jeff Selis (interpretada por Beyoncé) - "Stay the Night" – Daniel "Cloud" Campos (interpretada por Zedd com part. de Hayley Williams) - "The Walker" – James Fitzpatrick (interpretada por Fitz and the Tantrums) - "Your Life Is a Lie" – Erik Laroi (interpretada por MGMT) | [ 31 ] |
| 2015 | Beyoncé , Ed Burke e Jonathan Wing | "7/11"                             | Beyoncé                                 | - "Bad Blood" – Chancler Haynes (interpretada por Taylor Swift com part. de Kendrick Lamar) - "Don't" – Jacquelyn London (interpretada por Ed Sheeran) - "LSD" – Dexter Navy (interpretada por ASAP Rocky) - "Where Are Ü Now" – Brewer (interpretada por Skrillex e Diplo com part. de Justin Bieber) | [ 32 ] |
| 2016 | Jeff Selis                         | "Formation"                        | Beyoncé                                 | - "Hello" – Xavier Dolan (interpretada por Adele) - "Into You" – Hannah Lux Davis (interpretada por Ariana Grande) - "Lazarus" – Johan Söderberg (interpretada por David Bowie) - "M.I.L.F. $" – Vinnie Hobbs (interpretada por Fergie) | [ 33 ] |
| 2017 | Ryan Staake e Eric Degliomini      | "Wyclef Jean"                      | Young Thug                              | - "Closer" – Jennifer Kennedy (interpretada por The Chainsmokers com part. de Halsey) - "Green Light" – Nate Gross of Exile Edit (interpretada por Lorde) - "Mask Off" – Vinnie Hobbs of VHPost (interpretada por Future) - "Reminder" – Red Barbaza (interpretada por The Weeknd) | [ 34 ] |
| 2018 | Taylor Ward                        | "Lemon"                            | N.E.R.D e Rihanna                       | - "Apeshit" – Taylor Ward e Sam Ostrove (interpretada por The Carters) - "Finesse (Remix)" – Jacquelyn London (interpretada por Bruno Mars com part. de Cardi B) - "Look What You Made Me Do" – Chancler Haynes for Cosmo (interpretada por Taylor Swift) - "Make Me Feel" – Deji Laray (interpretada por Janelle Monáe) - "This Is America" – Ernie Gilbert (interpretada por Childish Gambino)                                                                    | [ 35 ] |
| 2019 | Billie Eilish                      | "Bad Guy"                          | Billie Eilish                           | - "7 Rings" – Hannah Lux Davis e Taylor Walsh (interpretada por Ariana Grande) - "Almeda" – Solange Knowles, Vinnie Hobbs e Jonathon Proctor (interpretada por Solange) - "Old Town Road (Remix)" – Calmatic (interpretada por Lil Nas X com part. de Billy Ray Cyrus) - "Tints" – Vinnie Hobbs (interpretada por Anderson .Paak com part. de Kendrick Lamar) - "You Need to Calm Down" – Jarrett Fijal (interpretada por Taylor Swift)                             | [ 36 ] |
| 2020 | Alexandre Moors e Nuno Xico        | "Mother's Daughter"                | Miley Cyrus                             | - "A Palé" – Andre Jones (interpretada por Rosalía) - "Blinding Lights" – Janne Vartia e Tim Montana (interpretada por The Weeknd) - "Can't Believe the Way We Flow" – Frank Lebon (interpretada por James Blake) - "Good as Hell" – Russell Santos e Sofia Kerpan (interpretada por Lizzo) - "Graveyard" – Emille Aubry, Janne Vartia e Tim Montana (interpretada por Halsey)                                                                                      | [ 37 ] |
| 2021 | Troy Charbonnet                    | "Leave the Door Open"              | Silk Sonic, Bruno Mars e Anderson .Paak | - "Butter" – Yong Seok Choi (interpretada por BTS) - "Peaches" – Mark Mayr e Vinnie Hobbs (interpretada por Justin Bieber com part. de Daniel Caesar e Giveon) - "Prisoner" – William Town (interpretada por Miley Cyrus com part. de Dua Lipa) - "Treat People with Kindness" – Claudia Wass (interpretada por Harry Styles) - "What's Next" – Noah Kendal (interpretada por Drake)                                                                                | [ 38 ] |
| 2022 | Valentin Petit e Jon Echeveste     | "Saoko"                            | Rosalía                                 | - "Family Ties" – Neal Farmer (interpretada por Baby Keem e Kendrick Lamar) - "Get Into It (Yuh)" – Mike Diva (interpretada por Doja Cat) - "Brutal" – Alyssa Oh from Rock Paper Scissors (interpretada por Olivia Rodrigo) - All Too Well: The Short Film – Ted Guard (interpretada por Taylor Swift) - "Take My Breath" – Nick Rondeau (interpretada por The Weeknd)                                                                                              | [ 39 ] |
| 2023 | Sofia Kerpan e David Checel        | "Vampire"                          | Olivia Rodrigo                          | - "Anti-Hero" – Chancler Haynes (interpretada por Taylor Swift) - "Kill Bill" – Luis Caraza Peimbert (interpretada por SZA) - "Pink Venom" – Seo Hyun Seung (Gigant) (interpretada por Blackpink) - "Rich Spirit" – Grason Caldwell (interpretada por Kendrick Lamar) - "River" – Brendan Walter (interpretada por Miley Cyrus) | [ 40 ] |